# George Howard, VII conte di Carlisle
George William Frederick Howard Howard, settimo conte di Carlisle, noto come Visconte Morpeth dal 1825 al 1848 (Londra, 18 aprile 1802 – Castle Howard, 5 dicembre 1864), è stato un nobile, politico e poeta britannico.

## Biografia
Geroge nacque a Berkeley Square, nel quartiere di Westminster a Londra, figlio primogenito di George Howard, VI conte di Carlisle e di sua moglie, lady Georgiana Cavendish, figlia maggiore di William Cavendish, V duca di Devonshire. Lord Lanerton e Charles Howard furono i suoi fratelli minori. Egli venne educato a Eton ed al Christ Church di Oxford come suo padre, e si guadagnò la reputazione di abile scrittore e poeta aggraziato, ottenendo nel 1821 il Newdigate prize per una sua poesia in latino, Paestum, e per una in inglese. Egli mantenne il suo interesse per la poesia durante tutta la vita, scambiandosi sonetti con William Wordsworth. Nel 1826 accompagnò suo zio materno, il duca di Devonshire, nell'Impero russo per assistere all'incoronazione dello zar Nicola I, divenendo noto anche alla buona società di San Pietroburgo.
George iniziò la sua carriera politica alle elezioni generali del 1826 quando riuscì ad essere eletto come candidato nella circoscrizione di famiglia, Morpeth, sede che mantenne sino al 1830 quando si portò a rappresentare lo Yorkshire sino al 1832 e poi il West Riding dello Yorshire dal 1832 al 1841 e nuovamente dal 1846 al 1848. In quest'ultimo anno egli succedette al padre dopo la morte di quest'ultimo e venne ammesso nella Camera dei lord.
Il conte di Carlisle prestò servizio sotto il ministero di Lord Melbourne come Capo Segretario per l'Irlanda tra il 1835 ed il 1841, sotto Lord John Russell come First Commissioner of Woods and Forests dal 1846 al 1850 e come Cancelliere del Ducato di Lancaster dal 1850 al 1852, e sotto il governo di Lord Palmerston come Lord Luogotenente d'Irlanda dal 1855 al 1858 e nuovamente dal 1859 al 1864. Nel 1835 venne nominato membro del consiglio privato della regina per il Regno Unito e per l'Irlanda. Il 2 aprile 1853 ottenne la cittadinanza onoraria di Edimburgo, e nel 1855 ottenne di essere ammesso come cavaliere dell'Ordine della Giarrettiera.
Lord Carlisle morì celibe a Castle Howard nel dicembre del 1864, all'età di 62 anni e venne sepolto nel mausoleo della famiglia nel castello. Egli venne succeduto nei suoi titoli dal fratello minore, il reverendo William Geroge Howard.

## Il monumento di Bulmer Hill
Nella località di Bulmer Hill, a circa un chilometro dal villaggio di Bulmer, nel North Yorkshire, si trova una colonna monumentale, chiamata "Carlisle Memorial Column" eretta dalla popolazione locale in onore alla sua memoria nel 1869. Alla base del monumento si trova la seguente iscrizione:
" AD MDCCCLXIX: IN PRIVATE LIFE WAS LOVED/ BY ALL WHO KNEW HIM/ BY HIS PUBLIC CONDUCT/ WON the RESPECT of his COUNTRY/ and LEFT THE BRIGHT EXAMPLE/ OF A TRVE PATRIOT/ AND EARNEST CHRISTIAN/ VIIth EARL of CARLISLE"
" AD MDCCCLXIX: NELLA VITA PRIVATA FU AMATO/ DA TUTTI COLORO CHE LO CONOBBERO/ PER LA SUA CONDOTTA PUBBLICA/ SI GUADAGNO il RISPETTO del suo PAESE/ e LASCIO' UN LUMINOSO ESEMPIO/ DI UN VERO PATRIOTA/ E DI UN PROFONDO CRISTIANO/  VII CONTE DI CARLISLE"

## Ascendenza
|                                         |                                          |                                                   | Genitori                               |  |  | Nonni |  |  | Bisnonni                           |  |  | Trisnonni                             |  |
|                                         |                                          |                                                   |                                        |  |  |       |  |  | Henry Howard, IV conte di Carlisle |  |  | Charles Howard, III conte di Carlisle |  |
|                                         |                                          |                                                   |                                        |  |  |       |  |  | Henry Howard, IV conte di Carlisle |  |  | Charles Howard, III conte di Carlisle |  |
|                                         |                                          | Anne de Vere Capell                               |                                        |  |  |       |  |  | Henry Howard, IV conte di Carlisle |  |  |                                       |  |
| Frederick Howard, V conte di Carlisle   |                                          |                                                   |                                        |  |  |       |  |  | Henry Howard, IV conte di Carlisle |  |  |                                       |  |
|                                         |                                          | hon. Isabella Byron                               | William Byron, IV barone Byron         |  |  |       |  |  |                                    |  |  |                                       |  |
|                                         |                                          | hon. Isabella Byron                               | William Byron, IV barone Byron         |  |  |       |  |  |                                    |  |  |                                       |  |
|                                         |                                          | hon. Isabella Byron                               | hon. Frances Berkeley                  |  |  |       |  |  |                                    |  |  |                                       |  |
| George Howard, VI conte di Carlisle     |                                          | hon. Isabella Byron                               |                                        |  |  |       |  |  |                                    |  |  |                                       |  |
|                                         |                                          | Granville Leveson-Gower, I marchese di Stafford   | John Leveson-Gower, I conte Gower      |  |  |       |  |  |                                    |  |  |                                       |  |
|                                         |                                          | Granville Leveson-Gower, I marchese di Stafford   | John Leveson-Gower, I conte Gower      |  |  |       |  |  |                                    |  |  |                                       |  |
|                                         |                                          | Granville Leveson-Gower, I marchese di Stafford   | lady Evelyn Pierrepont                 |  |  |       |  |  |                                    |  |  |                                       |  |
| lady Margaret Leveson-Gower             |                                          | Granville Leveson-Gower, I marchese di Stafford   |                                        |  |  |       |  |  |                                    |  |  |                                       |  |
|                                         |                                          | lady Louisa Egerton                               | Scroop Egerton, I duca di Bridgewater  |  |  |       |  |  |                                    |  |  |                                       |  |
|                                         |                                          | lady Louisa Egerton                               | Scroop Egerton, I duca di Bridgewater  |  |  |       |  |  |                                    |  |  |                                       |  |
|                                         |                                          | lady Louisa Egerton                               | lady Rachael Russell                   |  |  |       |  |  |                                    |  |  |                                       |  |
| George Howard, VII conte di Carlisle    |                                          | lady Louisa Egerton                               |                                        |  |  |       |  |  |                                    |  |  |                                       |  |
|                                         | William Cavendish, IV duca di Devonshire | William Cavendish, III duca di Devonshire         |                                        |  |  |       |  |  |                                    |  |  |                                       |  |
|                                         | William Cavendish, IV duca di Devonshire | William Cavendish, III duca di Devonshire         |                                        |  |  |       |  |  |                                    |  |  |                                       |  |
|                                         | William Cavendish, IV duca di Devonshire | Catherine Hoskins                                 |                                        |  |  |       |  |  |                                    |  |  |                                       |  |
| William Cavendish, V duca di Devonshire | William Cavendish, IV duca di Devonshire |                                                   |                                        |  |  |       |  |  |                                    |  |  |                                       |  |
|                                         |                                          | Charlotte Elizabeth Boyle, marchesa di Hartington | Richard Boyle, III conte di Burlington |  |  |       |  |  |                                    |  |  |                                       |  |
|                                         |                                          | Charlotte Elizabeth Boyle, marchesa di Hartington | Richard Boyle, III conte di Burlington |  |  |       |  |  |                                    |  |  |                                       |  |
|                                         |                                          | Charlotte Elizabeth Boyle, marchesa di Hartington | lady Dorothy Savile                    |  |  |       |  |  |                                    |  |  |                                       |  |
| lady Georgiana Cavendish                |                                          | Charlotte Elizabeth Boyle, marchesa di Hartington |                                        |  |  |       |  |  |                                    |  |  |                                       |  |
|                                         |                                          | John Spencer, I conte Spencer                     | lord John Spencer                      |  |  |       |  |  |                                    |  |  |                                       |  |
|                                         |                                          | John Spencer, I conte Spencer                     | lord John Spencer                      |  |  |       |  |  |                                    |  |  |                                       |  |
|                                         |                                          | John Spencer, I conte Spencer                     | lady Georgiana Caroline Carteret       |  |  |       |  |  |                                    |  |  |                                       |  |
| lady Georgiana Spencer                  |                                          | John Spencer, I conte Spencer                     |                                        |  |  |       |  |  |                                    |  |  |                                       |  |
|                                         |                                          | Margaret Poyntz                                   | Stephen Poyntz                         |  |  |       |  |  |                                    |  |  |                                       |  |
|                                         |                                          | Margaret Poyntz                                   | Stephen Poyntz                         |  |  |       |  |  |                                    |  |  |                                       |  |
|                                         |                                          | Margaret Poyntz                                   | Anna Maria Mordaunt                    |  |  |       |  |  |                                    |  |  |                                       |  |
|                                         |                                          | Margaret Poyntz                                   |                                        |  |  |       |  |  |                                    |  |  |                                       |  |